# Macrotona australis
Macrotona australis är en insektsart som först beskrevs av Walker, F. 1870.  Macrotona australis ingår i släktet Macrotona och familjen gräshoppor. Inga underarter finns listade i Catalogue of Life.

## Bildgalleri

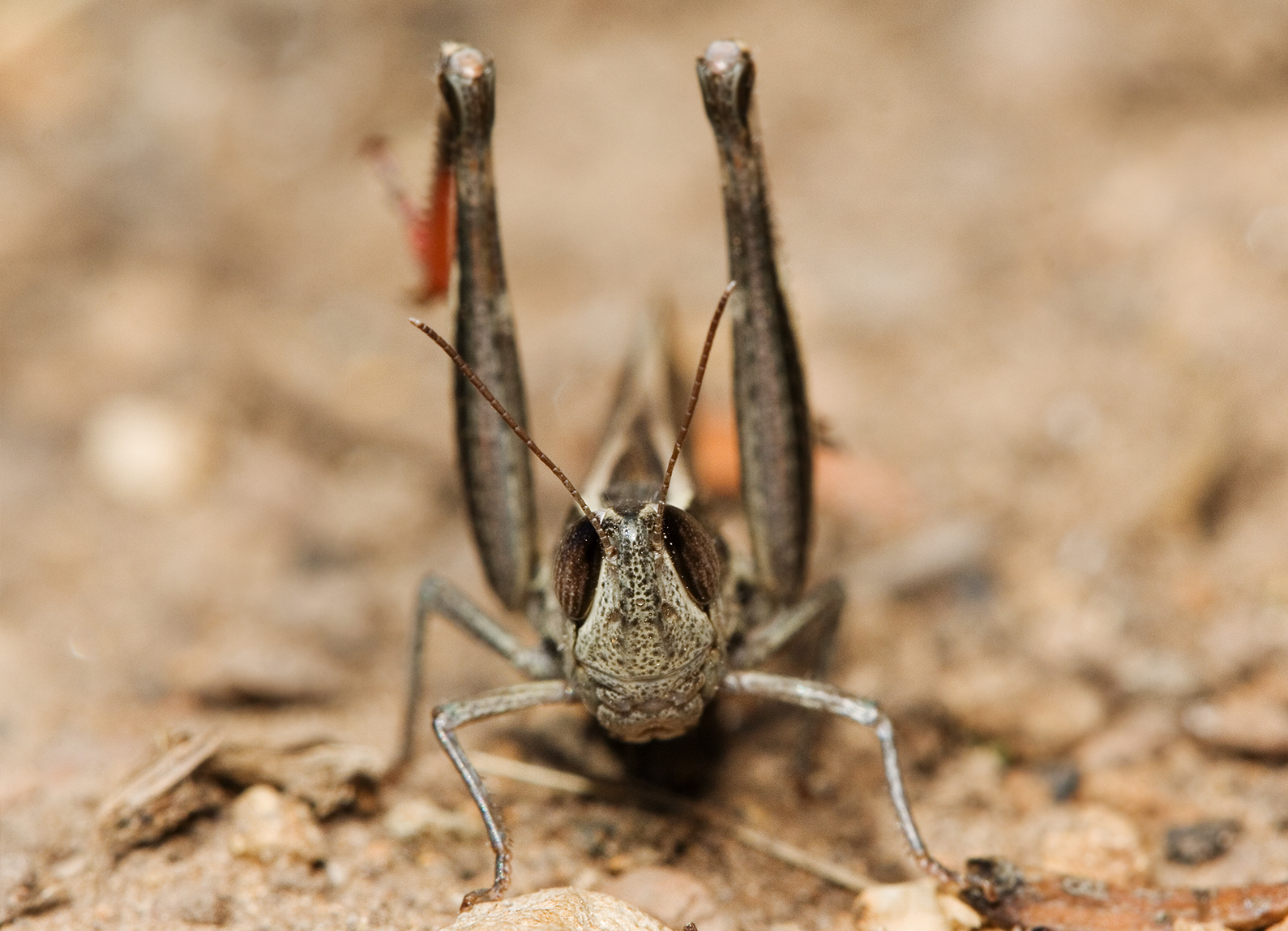